# 16 (álbum de Robin)
16 es el cuarto álbum de estudio de Robin, lanzado el 26 de septiembre de 2014 bajo la discográfica Universal Music Group. El álbum fue grabado durante el verano de 2014 mientras que la carátula del mismo fue presentada el día del cumpleaños del artista, el 24 de agosto.
El primer sencillo "Parasta Just Nyt (Lo mejor en este momento)" fue lanzado el 15 de agosto. También incluye la canción "Kesärenkaat (Neumáticos de Verano)", la cual fue la Kesäkumi del año 2014.
El álbum se convirtió en el disco más vendido de Finlandia de 2014, con 47 287 copias vendidas durante el mismo.[cita requerida]
Además, el 20 de marzo de 2015, lanzó una reedición bajo el nombre de 16 Stadion Deluxe en el que incluía las canciones de la versión deluxe, así como tres temas adicionales, dos de ellos inéditos.

## Listado de canciones
- Edición estándar

| 16 - Edición Estándar |                                      |                                                                        |          |  |
| N.º                   | Título                               | Escritor(es)                                                           | Duración |  |
| 1.                    | «Ihan sama vaikka mokaa»             | Robin, Jonas Olsson, Pekka Eronen                                      | 3:11     |  |
| 2.                    | «Parasta Just Nyt»                   | Robin, Nikke Ankara, Jimi Constantine, Mikko Tamminen                  | 3:34     |  |
| 3.                    | «Sua Varten»                         | Jimi Constantine, Tobias Granbacka, Jonas Olsson                       | 3:17     |  |
| 4.                    | «Kuvitellaan»                        | Risto Asikainen, Erik Nyholm                                           | 3:29     |  |
| 5.                    | «Kesärenkaat»                        | Robin, Jarkko Ehnqvist, Jimi Constantine, Kode Koistinen, Ilkka Alanko | 3:06     |  |
| 6.                    | «Paperilennokki»                     | Thomas Kirjonen, Heidi Maria Paalanen, Leo Salminen, Jaakko Salovaara  | 3:13     |  |
| 7.                    | «Lupaan Tulla Pelastaa»              | Robin, Tarmo Keränen, Ressu                                            | 3:32     |  |
| 8.                    | «Frendikortti»                       | Robin, Thomas Kirjonen, Jonas W. Karlsson                              | 2:53     |  |
| 9.                    | «Tää On Aitoo»                       | Jonas Olsson, Pekka Eronen                                             | 2:56     |  |
| 10.                   | «Hudaan Sun Nimee (con VilleGalle)»» | Simo Reunamäki, DJ Street Kobra, VilleGalle                            | 3:14     |  |
| 32:25                 |                                      |                                                                        |          |  |

- Edición deluxe

| 16 (Deluxe) |                   |                                                              |          |  |
| N.º         | Título            | Escritor(es)                                                 | Duración |  |
| 11.         | «Suolaa Ja Vettä» | Jaakko Salovaara, Kyösti Salokorpi                           | 3:32     |  |
| 12.         | «Tatuoitu»        | Robin,Nalle Ahlstedt, Jimi Constantine, Heidi Maria Paalanen | 3:07     |  |
| 39:04       |                   |                                                              |          |  |

- Edición Stadion Deluxe

| 16 Stadion Deluxe |                                  |                                                      |          |  |
| N.º               | Título                           | Escritor(es)                                         | Duración |  |
| 1.                | «Kaikki Ok»                      | Simo Reunamäki, Heidi Maria Paalanen, H-P Siikasaari | 3:35     |  |
| 3.                | «Kipinän Hetki (con Elastinen)»» | Robin,Elastinen, Jimi Constantine, Mikko Tamminen    | 3:45     |  |
| 10.               | «Oot Mun Eka»                    | Simo Reunamäki, Heidi Maria Paalanen                 | 3:20     |  |
| 49:06             |                                  |                                                      |          |  |

## Posicionamiento en las listas
| País      | Lista                | Mejor posición |      |
| 2014      | 2014                 | 2014           | 2014 |
| --------- | -------------------- | -------------- | ---- |
| Finlandia | Finnish Top 40 Album | 1              |      |